# Тейлор-Милль, Гарриет
Гарриет Харди Тейлор-Милль (англ. Harriet Hardy Taylor Mill; октябрь 1807, Лондон — 3 ноября 1858, Авиньон) — английская феминистка, философ.

## Биография
Родилась в 1807 году в семье хирурга. Получила домашнее образование. В 1826 году вышла замуж за Джона Тейлора. Мать троих детей: Герберта (р.1827), Алгернона (р.1830) и Элен (р.1831). С 1833 года Гарриет с дочерью жила отдельно от мужа, с которым остались двое старших сыновей.
В 1849 году её первый супруг скончался, и в 1851 году Гарриет Т.-М. вышла замуж за знаменитого экономиста и философа Дж. С. Милля, с которым её связывало к тому времени 20 лет достаточно скандальных для викторианской эпохи взаимоотношений (первая их встреча произошла в 1830 году). Гарриет работала с Дж. С. Миллем над книгой «О подчинении женщин» до своей смерти от туберкулеза; в итоге книга была завершена Дж. С. Миллем с помощью её дочери — Элен Тейлор.

## Признание
В 2001 году в составе Берлинской школы экономики (Berlin School of Economics) открылся Институт экономики и исследований пола имени Гарриет Тейлор-Милль (Harriet Taylor Mill-Institut für Ökonomie und Geschlechterforschung).

## Основные произведения
- «Освобождение женщины» (The Enfranchisement of Women, 1851)
- «Собрание сочинений» (The Complete Works of Harriet Taylor Mill, 1998)